# Ротштейн, Фёдор Аронович
Фёдор Аро́нович Ротште́йн (англ. Theodore Rothstein; 14 (26) февраля 1871, Ковно — 30 августа 1953, Москва) — российский революционер, политэмигрант, деятель левого движения Великобритании; советский дипломат, первый посол Советской России в Персии; учёный, первый директор Института мирового хозяйства и мировой политики.
Академик АН СССР (28 января 1939).

## Биография
Ротштейн Танхум Мендель родился в Ковно (Каунас) в семье аптекаря Арона-Гирши Иеремиевича Ротштейна и его жены Хаи-Цирель Танхелевны. Будучи гимназистом в Полтаве, был связан с местным кружком народовольцев (Бунин, Сарпинский, Присецкий и др.), чем навлёк на себя подозрения полиции. Учился в Киевском университете.

### Эмиграция в Великобританию
В 1891 году эмигрировал в Великобританию. Написал для популярной серии Павленкова «Жизнь замечательных людей» биографии Цицерона, Сократа и Платона (под псевдонимом «Е. Н. Орлов»). Находился в контакте с «Фондом вольной русской прессы», основанным в конце 1880-х годов русским революционером С. Степняком-Кравчинским.
В 1895—1911 годах — член Социал-демократической федерации (с 1907 года — Социал-демократическая партия), входил в её исполком в 1901—1906 годах.
В 1901 году вступил также в РСДРП. После раскола в РСДРП поддерживал большевиков. Сотрудничал в марксистской прессе Великобритании, России, Германии, США. После создания в 1911 Британской социалистической партии возглавил её левое крыло. Сотрудничал в ряде периодических изданий, в том числе «Жизнь» (1901), «Правда» (1904—1905), «Образование» (1906—1907), «Современная Жизнь» (1906—1907).
В 1909 году участвовал в съезде египетской молодёжи в Женеве, был лондонским корреспондентом органа египетского национального движения «Египетское знамя».
Ротштейн помогал обосноваться в Лондоне многим революционерам из России: Литвинову, Майскому, Петерсу. Одним из друзей Ротштейна был известный английский разведчик Брюс Локкарт. Когда в 1918 году Локкарт отправлялся в Советскую Россию, Литвинов по просьбе Ротштейна написал Локкарту рекомендательное письмо для Троцкого.

Во время первой мировой войны Ротштейн работал в британском военном министерстве и министерстве иностранных дел. Участвовал в создании Коммунистической партии Великобритании. Ричард Пайпс утверждал, что 
 в Англии одним из агентов при перевозке денег служил Фёдор Ротштейн, гражданин Советской России и впоследствии её посланник в Иране, а также главный агент Коминтерна в этой стране, лично передававший кремлёвские деньги британским коммунистам.

### В Советской России и СССР
В 1920 году переехал в Советскую Россию, где стал работать в наркомате иностранных дел. Был членом делегации РСФСР на мирных переговорах с Великобританией в 1920 году. Подготовил Советско-иранский договор, по которому СССР отказывался от всех дореволюционных русских владений в Иране (Учётно-ссудный банк Персии, железные дороги, промыслы на Каспийском море) в пользу Персии. С июня 1921 по июль 1922 года — полномочный представитель РСФСР в Персии, где подписал этот договор. Затем член коллегии Народного комиссариата иностранных дел (1923—1930), ответственный редактор журнала «Международная жизнь».
Был действительным членом Социалистической (с 1924 года — Коммунистической) академии (1922—1926). Член президиума Российской ассоциации научно-исследовательских институтов общественных наук (РАНИОН; 1922—1926), директор Института мирового хозяйства и мировой политики (1924—1925), член Главной редакции Большой советской энциклопедии (1-е изд.; с 1927 по 1945), академик АН СССР (1939). Скончался в Москве, в 1953 году, похоронен в колумбарий Новом Донском кладбище (колумбарии 11, секция 93).

## Семья
Дети:
- Эндрю Ротштейн (Andrew Rothstein, 1898—1994), публицист, один из основателей Коммунистической партии Великобритании, работал корреспондентом ТАСС; автор трудов по политике и экономике СССР, перевёл многие марксистские тексты с русского на английский язык, в частности, работы Ленина и Плеханова. Преподаватель кафедры славистики Лондонского университета, почётный доктор Московского университета. На русском языке вышли его монографии «Мюнхенский сговор» (М.: Издательство иностранной литературы, 1959), «В. И. Ленин и социалистическое движение в Великобритании» (М.: Политиздат, 1970), «Внешняя политика Англии и её критика, 1830—1950» (М.: Прогресс, 1973) и «Когда Англия вторглась в Советскую Россию…» (М.: Прогресс, 1982). Родители назвали его Андреем в честь героя романа Степняка-Кравчинского «Андрей Кожухов»[7].
- Юджин Ротштейн (англ. Eugene Rothstein) — британский химик.
- Наталья Фёдоровна Ротштейн — филолог, составитель «Русско-английского словаря» (М.: Государственное издательство иностранных и национальных словарей, 1942 и 1947) и один из составителей «Русско-английского словаря под общим руководством проф. А. И. Смирницкого» (1949, ряд переизданий)[8].

## Сочинения
- The decline of British industry: its cause and remedy London, 1903 (англ.)
- Egypt’s Ruin London, 1910 (англ.)
- Die Engländer in Ägypten  1911 (нем.)
- Очерки по истории рабочего движения в Англии, М. — Л., 1923, тираж 10 000 экз.
  - 2-е изд. — М.-Л., 1925
- Захват и закабаление Египта. / Пер. с английского под редакцией и с дополнениями автора. — М. — Л.: Госиздат, 1925
  - 2-е изд. — М., 1959
- From Chartism to Labourism 1929 (англ.)
- Две прусские войны. Пражский (1866 г.), Версальский и Франкфуртский (1871 г.) мирные договоры. — М. — Л: Издательство АН СССР, 1945. — 182, [1] с.
- Из истории Прусско-Германской империи: 1) Две прусские войны, 2) Гитлер и его предшественники. — М. — Л. Академия наук СССР, 1948.
- Международные отношения в конце XIX века. — М. — Л., Издательство АН СССР, 1960. — 708 с.

### Под псевдонимом Е. Н. Орлов
- Платон. Его жизнь и философская деятельность. Серия «Жизнь замечательных людей». Биографическая библиотека Флорентия Павленкова. СПб: Типография товарищества «Общественная польза», 1896 (переиздано в сборнике «Сократ, Платон, Аристотель, Сенека». М.: Республика, 1995).
- Сократ. Его жизнь и философская деятельность. Серия «Жизнь замечательных людей». Биографическая библиотека Флорентия Павленкова. СПб: Типография товарищества «Общественная польза», 1897 (переиздано в сборнике Сократ, Платон, Аристотель, Сенека. М.: Республика, 1995).
- Александр Македонский и Юлий Цезарь, их жизнь и военная деятельность. Серия «Жизнь замечательных людей». Биографическая библиотека Флорентия Павленкова. СПб: Типография товарищества «Общественная польза», 1898.
- Демосфен и Цицерон. Их жизнь и деятельность. Серия «Жизнь замечательных людей». Биографическая библиотека Флорентия Павленкова. СПб: Типография Ю. Н. Эрлиха, 1898 (переиздано в сборнике «Биографические повествования». Челябинск: Урал, 1996).
- Рабочее движение в Англии тридцатых и сороковых годов (Чартизм, его происхождение, рост и падение). Москва: Товарищество скоропечатания А. А. Левенсон, 1906.
- Конституция Англии. Петроград, 1917.

## Награды
- орден Ленина (10 июня 1945)
- орден Трудового Красного Знамени (25 февраля 1946)